# Філідор паранський
Філідо́р паранський (Automolus paraensis) — вид горобцеподібних птахів родини горнерових (Furnariidae). Ендемік Бразилії. Раніше вважався конспецифічним з бурочеревим філідором-лісовиком.

## Поширення і екологія
Паранські філідори мешкають в центральній Бразилії на південь від Амазонки, від Мадейра на схід до Мараньяну і на південь до Рондонії і Мату-Гросу. Вони живуть в підліску вологих рівнинних тропічних лісів Амазонії. Зустрічаються на висоті до 500 м над рівнем моря.